# Rudolf Rusin

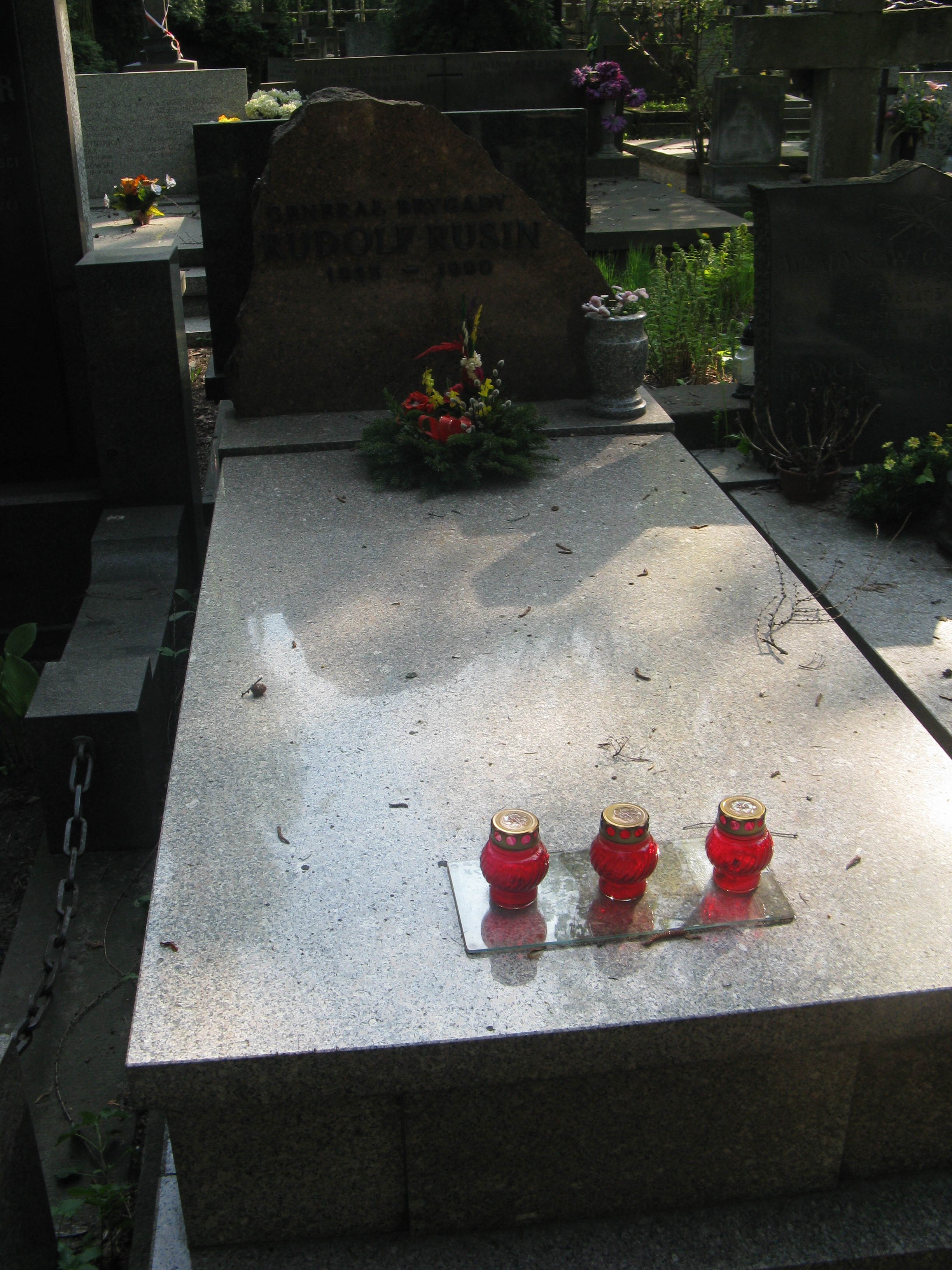
Grób Rudolfa Rusina na Cmentarzu Wojskowym na Powązkach

Rudolf Rusin (ur. 16 maja 1935 w Międzybrodziu, zm. 4 czerwca 1990 w Warszawie) – polski milicjant, generał brygady, zastępca komendanta głównego Milicji Obywatelskiej. 

## Życiorys
Syn Rudolfa i Marii. 1 sierpnia 1953 rozpoczął naukę w Rocznej Oficerskiej Szkole. Po jej zakończeniu został zatrudniony w Wojewódzkim Urzędzie Bezpieczeństwa Państwowego we Wrocławiu gdzie pracował do 1956. Od 1 maja 1971 został II zastępcą ds Służby Bezpieczeństwa komendanta wojewódzkiego Milicji Obywatelskiej w Szczecinie. W 1975 został przeniesiony do Komendy Głównej MO, został dyrektorem Biura do Walki z Przestępstwami Gospodarczymi, by następnie zostać zastępcą Komendanta Głównego MO. W 1983 objął stanowisko dyrektora Biura Paszportów MSW w Warszawie, które sprawował do 1990.
Jest pochowany na Cmentarzu Wojskowym na Powązkach (kwatera A16 rząd 5 miejsce 3).

## Odznaczenia
- Order Sztandaru Pracy II klasy (1984)[5]